# Dubno (Ukrajina)
Dubno (Дубно) je město na západní Ukrajině; leží na Volyni v Rovenské oblasti na železniční trati spojující Lvov s Kyjevem a na dálkových silnicích E40 a E85. Městem protéká řeka Ikva. První zmínky pocházejí již z roku 1100, status města získalo roku 1498. Dubno je centrem Dubenského rajónu a žije zde asi 36 000 obyvatel. V Dubně působil na konci 16. století před odchodem do Svaté země významný pražský renesanční učenec, rabín a kabalista Ješája Hořovic.
V 1. světové válce poblíž cca 12 km severozápadně od Dubna vzdálené vesnice Chorupany bojoval proti ruské armádě 91. pěší pluk Rakousko-uherské armády, který zde 24. září 1915 měl 19 mužů padlých, 76 raněných a 520 zajatých. Osud 426 mužů se nepodařilo zjistit. Zajat zde byl i Jaroslav Hašek.

## Partnerská města
- Uničov, Česko[3]